# Xantholepis
Xantholepis là một chi bướm đêm thuộc họ Noctuidae.